# Шнабель, Джулиан
Джу́лиан Шна́бель (англ. Julian Schnabel; род. 26 октября 1951[…], Нью-Йорк, Нью-Йорк) — американский кинорежиссёр и художник. Номинант на премию «Оскар» и обладатель премии «Золотой глобус» (за фильм «Скафандр и бабочка»).

## Биография
Джулиан Шнабель родился 26 октября 1951 года в Нью-Йорке, в еврейской семье Эсты Гринберг и Джека Шнабеля. Он закончил Хьюстонский университет, став бакалавром изобразительных искусств.
До карьеры в кинематографе Джулиан успел стать заметной фигурой среди художников неоэкспрессионистов. В начале 1979 у Шнабеля состоялась первая персональная выставка в галерее Мэри Бун в Нью Йорке, в 1980 году он уже участвует в Венецианском биеннале. В том же 1979-м он показывает несколько своих «тарелочных» картин (в которые были вмонтированы осколки фарфора). Картины Шнабеля 1980-х годов, в основном очень большие, были сделаны наспех и отличались обилием материалов и стилей. В качестве холста художник часто использовал линолеум, бархат, звериные шкуры. Из картин выступали различные предметы. Например, оленьи рога, как на картине «Предыстория: Слава, Честь, Привилегия, Надежда», 1981 года. Шнабель создавал похожие на коллажи, с цитатами из старых мастеров, порой ребячливые картины. Следующие несколько лет он часто путешествует по Европе, где впечатлен работами Гауди, Сая Твомбли и Йозефа Бойса.
Картины и скульптуры Джулиана выставлялись по всему миру: в музеях Амстердама, Лондона, Парижа, Нью-Йорка, Мюнхена, Брюсселя, Барселоны, Торонто, Венеции и т. д. До сих пор работы Джулиана включены в коллекции Музеев современного искусства в Нью-Йорке, Токио, Берлине, Париже и т.д. Джулиан Шнабель стал самым молодым художником на легендарной выставке «Новый дух в живописи» Королевской академии искусств в Лондоне.
В 1995 году Джулиан выпустил музыкальный альбом под названием «Нет худа без добра». В записи альбома приняли участие многие знаменитости, в том числе Гэри Олдмен. Стихи к большинству песен написал сам Джулиан Шнабель.
В 2002 году Джулиан нарисовал обложку к альбому рок-группы Red Hot Chili Peppers By the Way.
Шнабель живёт и работает в Нью-Йорке или на Лонг-Айленде.

## Творчество

### Кинематограф
Джулиан Шнабель поставил пять фильмов, два из которых — по собственным сценариям. Его кинодебют Баския (1996) рассказывает об американском художнике Жан-Мишеле Баския, близком друге Энди Уорхола. Жан-Мишель также был другом Шнабеля. Прототипом одного из героев этой картины — Альберта Мило/Albert Milo в исполнении Гари Олдмена является сам Джулиан Шнабель. Роль Энди Уорхола в этом фильме исполнил Дэвид Боуи.
Вторая картина «Пока не наступит ночь» (2000) представляет собой адаптацию мемуаров кубинского поэта Рейнальдо Аренаса, бежавшего со своей родины после прихода к власти Фиделя Кастро. Главную роль в фильме исполнил Хавьер Бардем.
«Скафандр и бабочка» (2007) повествует о Жане-Доминике Боби, редакторе журнала ELLE, который в возрасте 43 лет оказался прикованным к постели. За этот фильм, основанный на автобиографии Боби, Шнабель получил награду за лучшую режиссуру на 60-м Каннском кинофестивале.
На 75-м Венецианском кинофестивале в 2018 году состоялась премьера фильма Шнабеля «Ван Гог. На пороге вечности». Джулиан Шнабель стал первым художником, который снял фильм о Ван Гоге. Уиллем Дефо получил Кубок Вольпи за лучшую мужскую роль в картине, Шнабель заработал номинацию на «Золотого льва». Фильм вышел в российский прокат 7 февраля 2019 года.

### Фильмография
- 1996 — Баския / Basquiat
- 2000 — Пока не наступит ночь / Before Night Falls
- 2007 — Скафандр и бабочка / The Diving Bell and the Butterfly
- 2010 — Мирал / Miral
- 2018 — Ван Гог. На пороге вечности / At Eternity’s Gate
- TBA — В руке Данте

## Награды и номинации
| Премия                        | Год  | Фильм                         | Категория                            | Результат |
| ----------------------------- | ---- | ----------------------------- | ------------------------------------ | --------- |
| «Оскар»                       | 2008 | «Скафандр и бабочка»          | Лучший режиссёр                      | Номинация |
| «Золотой глобус»              | 2008 | «Скафандр и бабочка»          | Лучший режиссёр                      | Победа    |
| BAFTA                         | 2008 | «Скафандр и бабочка»          | Лучший фильм на иностранном языке    | Номинация |
| «Выбор критиков»              | 2008 | «Скафандр и бабочка»          | Лучший режиссёр                      | Номинация |
| «Независимый дух»             | 2001 | «Пока не наступит ночь»       | Лучший режиссёр                      | Номинация |
| «Независимый дух»             | 2008 | «Скафандр и бабочка»          | Лучший режиссёр                      | Победа    |
| «Спутник»                     | 2007 | «Скафандр и бабочка»          | Auteur Award                         | Победа    |
| «Сезар»                       | 2008 | «Скафандр и бабочка»          | Лучший фильм                         | Номинация |
| «Сезар»                       | 2008 | «Скафандр и бабочка»          | Лучший режиссёр                      | Номинация |
| Венецианский кинофестиваль    | 1996 | «Баския»                      | Золотой лев                          | Номинация |
| Венецианский кинофестиваль    | 2000 | «Пока не наступит ночь»       | Золотой лев                          | Номинация |
| Венецианский кинофестиваль    | 2000 | «Пока не наступит ночь»       | Премия Большого жюри                 | Победа    |
| Венецианский кинофестиваль    | 2000 | «Пока не наступит ночь»       | OCIC Award — Особое упоминание       | Победа    |
| Венецианский кинофестиваль    | 2007 | «Берлин»                      | Venice Horizons Award — Лучший фильм | Номинация |
| Венецианский кинофестиваль    | 2010 | «Мирал»                       | Золотой лев                          | Номинация |
| Венецианский кинофестиваль    | 2010 | «Мирал»                       | UNICEF Award                         | Победа    |
| Венецианский кинофестиваль    | 2010 | «Мирал»                       | UNESCO Award                         | Победа    |
| Венецианский кинофестиваль    | 2018 | «Ван Гог. На пороге вечности» | Золотой лев                          | Номинация |
| Венецианский кинофестиваль    | 2018 | «Ван Гог. На пороге вечности» | Green Drop Award                     | Победа    |
| Каннский кинофестиваль        | 2007 | «Скафандр и бабочка»          | Золотая пальмовая ветвь              | Номинация |
| Каннский кинофестиваль        | 2007 | «Скафандр и бабочка»          | Лучший режиссёр                      | Победа    |
| Премия Гильдии режиссёров США | 2008 | «Скафандр и бабочка»          | Лучший режиссёр                      | Номинация |